# Élections législatives de 2020 en Floride
Les élections législatives de 2020 en Floride ont lieu le 3 novembre 2020 afin d'élire les 120 membres de la Chambre des représentants de l'État américain de Floride.

## Système électoral
La Chambre des représentants de Floride est la chambre basse de son parlement bicaméral. Elle est composée de 120 sièges pourvus pour deux ans au scrutin uninominal majoritaire à un tour dans autant de circonscriptions.

## Résultats
|                          |                          |            |       |     |        |               |  |  |  |
| Partis                   | Partis                   | Voix       | %     | +/- | Sièges | +/-           |  |  |  |
|                          | Parti républicain (R)    | 5 075 575  | 56,97 |     | 78     | 5             |  |  |  |
|                          | Parti démocrate (D)      | 3 796 251  | 42,61 |     | 42     | 5             |  |  |  |
|                          | Libertarien (L)          | 5 506      | 0,06  |     | 0      | en stagnation |  |  |  |
|                          | Indépendants             | 32 224     | 0,36  |     | 0      | en stagnation |  |  |  |
|                          | Candidats par écrit      | 38         | 0,00  |     | 0      | en stagnation |  |  |  |
|                          |                          |            |       |     |        |               |  |  |  |
| Votes valides            | Votes valides            | 8 909 594  |       |     |        |               |  |  |  |
| Votes blancs et nuls     |                          |            |       |     |        |               |  |  |  |
| Total                    | Total                    |            | 100   | -   | 120    | en stagnation |  |  |  |
| Abstentions              |                          |            |       |     |        |               |  |  |  |
| Inscrits / participation | Inscrits / participation | 14 065 627 |       |     |        |               |  |  |  |